# Pfalzweyer
Pfalzweyer (deutsch Pfalzweier) ist eine französische Gemeinde mit 320 Einwohnern (Stand 1. Januar 2021) im Département Bas-Rhin in der Region Grand Est (bis 2015 Elsass).

## Geographie
Pfalzweyer ist ein Straßendorf; die Häuser stehen größtenteils an der Rue Principale. Im Norden, Westen und Süden wird das Dorf von der Grenze zum Département Moselle tangiert. Das Biosphärenreservat Pfälzerwald-Vosges du Nord grenzt an die Gemeinde.

## Geschichte
Der noch heute bestehende Ortsname erschien erstmals in einem Dokument aus dem Jahr 1589.
Von 1871 bis zum Ende des Ersten Weltkrieges gehörte Pfalzweier als Teil des Reichslandes Elsaß-Lothringen zum Deutschen Reich und war dem Kreis Zabern im Bezirk Unterelsaß zugeordnet.

### Bevölkerungsentwicklung
| 1910 | 1962 | 1968 | 1975 | 1982 | 1990 | 1999 | 2006 | 2012 | 2014 |
| ---- | ---- | ---- | ---- | ---- | ---- | ---- | ---- | ---- | ---- |
| 324  | 307  | 309  | 307  | 288  | 307  | 309  | 283  | 321  | 314  |

## Sehenswürdigkeiten
- Die evangelische Kirche wurde 1860/61 erbaut und der Glockenturm nach seiner Zerstörung im Jahre 1867 in Sandstein wiedererrichtet.[2]